# Guomaying (köpinghuvudort i Kina, Qinghai Sheng, lat 35,81, long 101,11)
Guomaying (kinesiska: 过马营, 过马营镇, 过芒) är en köpinghuvudort i Kina. Den ligger i provinsen Qinghai, i den nordvästra delen av landet, omkring 110 kilometer sydväst om provinshuvudstaden Xining. Antalet invånare är 14 078. Befolkningen består av 7 079 kvinnor och 6 999 män. Barn under 15 år utgör 27,0 %, vuxna 15-64 år 67 %, och äldre över 65 år 5,0 %.
Runt Guomaying är det glesbefolkat, med 10 invånare per kvadratkilometer. Trakten runt Guomaying består i huvudsak av gräsmarker.
Genomsnittlig årsnederbörd är 528 millimeter. Den regnigaste månaden är juli, med i genomsnitt 114 mm nederbörd, och den torraste är december, med 2 mm nederbörd.